# Швейцарський монетний двір
Швейцарський монетний двір (Swissmint), до 1998: Федеральний монетний двір (нім. Eidgenössische Münzstätte) — офіційний монетний двір Швейцарії, заснований у 1848. Розташований в столиці, м. Берн, відповідальний за випуск монет швейцарського франку. Окрім виготовлення монет для уряду, Швейцарський монетний двір також виготовляє медалі та пам'ятні монети для приватних замовників.
Швейцарський монетний двір є агентством Федеральної ради Швейцарії. Він є частиною Федерального управління фінансів, яке своєю чергою належить до Федерального департаменту фінансів. З 1998 року офіційний Федеральний монетний двір працює як самостійна бізнесова одиниця під назвою Swissmint.
Штаб-квартира монетного двору розташована в неоренесанському будинку 1906 року побудови, є пам'яткою культури національного значення.